# ستالوو (بلغارستان)
ستالوو (به بلغاری: Stalevo) یک منطقهٔ مسکونی در بلغارستان است که در شهرستان دیمیترووگراد واقع شده‌است.